# عام في جامعة أكسفورد
عام في جامعة أكسفورد (بالإنجليزية: My Oxford Year) هو فيلم كوميدي رومانسي أمريكي صدر عام 2025 من إخراج إيان موريس وكتابة أليسون بورنيت وميليسا أوزبورن، مستوحى من رواية تحمل نفس الاسم لجوليا ويلان، والتي تم اقتباسها من السيناريو الأصلي لبورنيت. الفيلم من بطولة [صوفيا كارسون]] وكوري مايلكريست ودوجراي سكوت وكاثيرين مككورماك.

## طاقم التمثيل
- صوفيا كارسون بدور آنا دي لا فيغا
- كوري مايلكريست بدور جيمي دافنبورت
- دوجراي سكوت بدور ويليام دافنبورت، والد جيمي
- كاثيرين مككورماك بدور أنطونيا دافنبورت، والدة جيمي
- هاري تريفالدون بدور تشارلي باتلر
- هيو كولز بدور ريدلي
- بوبي غيلبرت بدور سيسيليا نولز
- بارني هاريس بدور إيان

## الانتاج
الفيلم من إخراج إيان موريس وكتابة أليسون بيرنت وميليسا أوزبورن، مستوحى من الرواية التي تحمل الاسم نفسه من تأليف جوليا ويلان، والتي تم اقتباسها من السيناريو الأصلي لـ بيرنت. أشرف على الإنتاج لورا كويكسيلفر وجورج بيرمان لصالح شركة تمبل هيل إنترتينمنت، وهرض الفيلم عبر منصة البث نتفليكس بتاريخ 1 أغسطس 2025.
يقود طاقم التمثيل كل من صوفيا كارسون وكوري مايلكريست. ويشارك أيضًا دوجراي سكوت وكاثيرين مككورماك وهاري تريفالدون وهيو كولز.
تم التصوير الرئيسي في سبتمبر 2024 في إنجلترا، وتضمنت مواقع التصوير جامعة أكسفورد في مكتبة بودليان وكلية ماغدالين وكلية سانت هيو وكلية هيرتفورد، بالإضافة إلى بلدة ونزر.

## روابط خارجية
- عام في جامعة أكسفورد  على قاعدة بيانات الأفلام على الإنترنت (بالإنجليزية).